# 피에트라니코
피에트라니코(이탈리아어: Pietranico)는 이탈리아 아브루초주 페스카라도에 위치한 코무네다.